# Зальцгеммендорф
Зальцгеммендорф (нім. Salzhemmendorf) — громада в Німеччині, розташована в землі Нижня Саксонія.
Площа — 94,39 км2. Населення становить 9303 ос. (станом на 31 грудня 2021).